# Gottfried von Spitzenberg

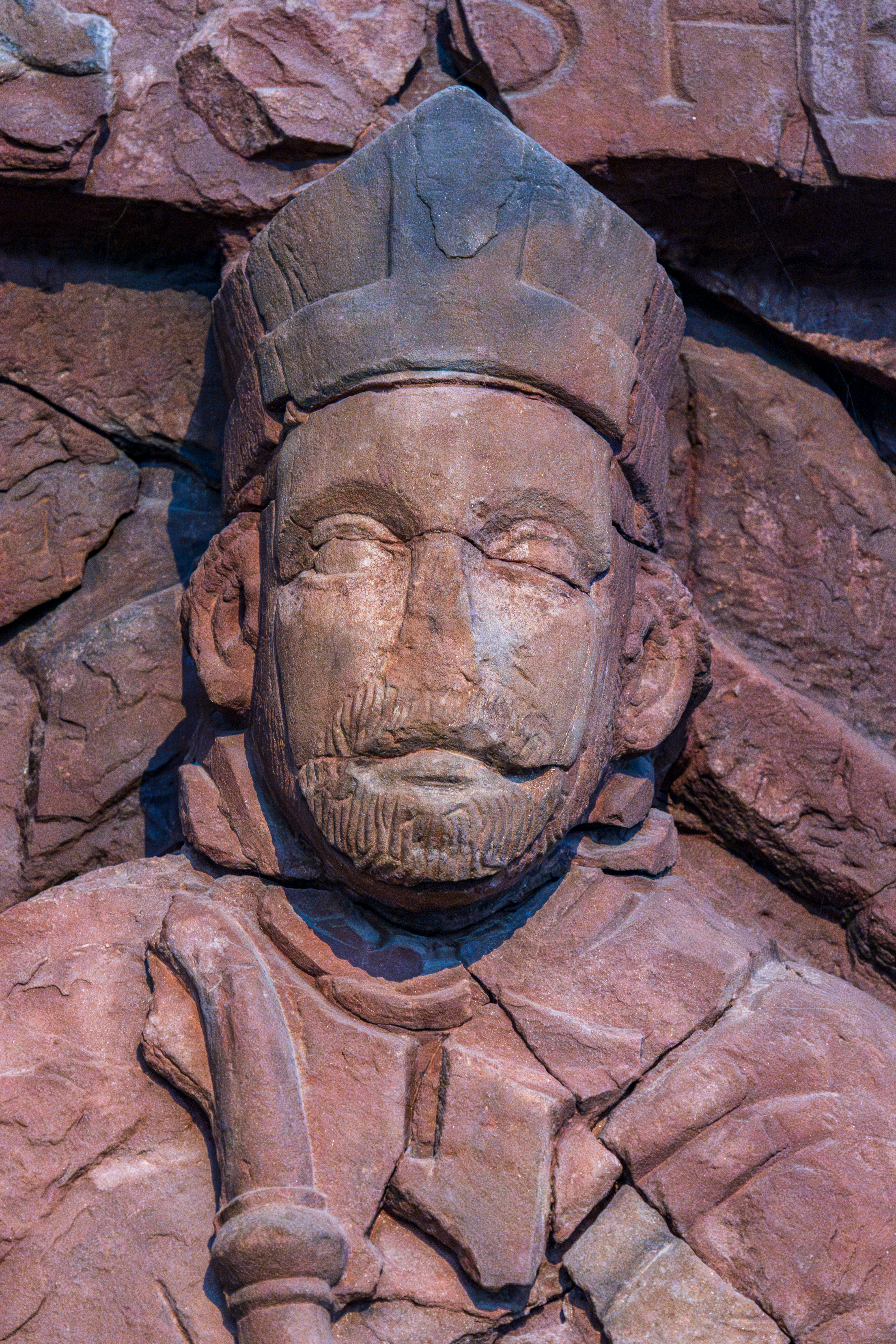
Darstellung des Bischofs auf seinem Epitaph

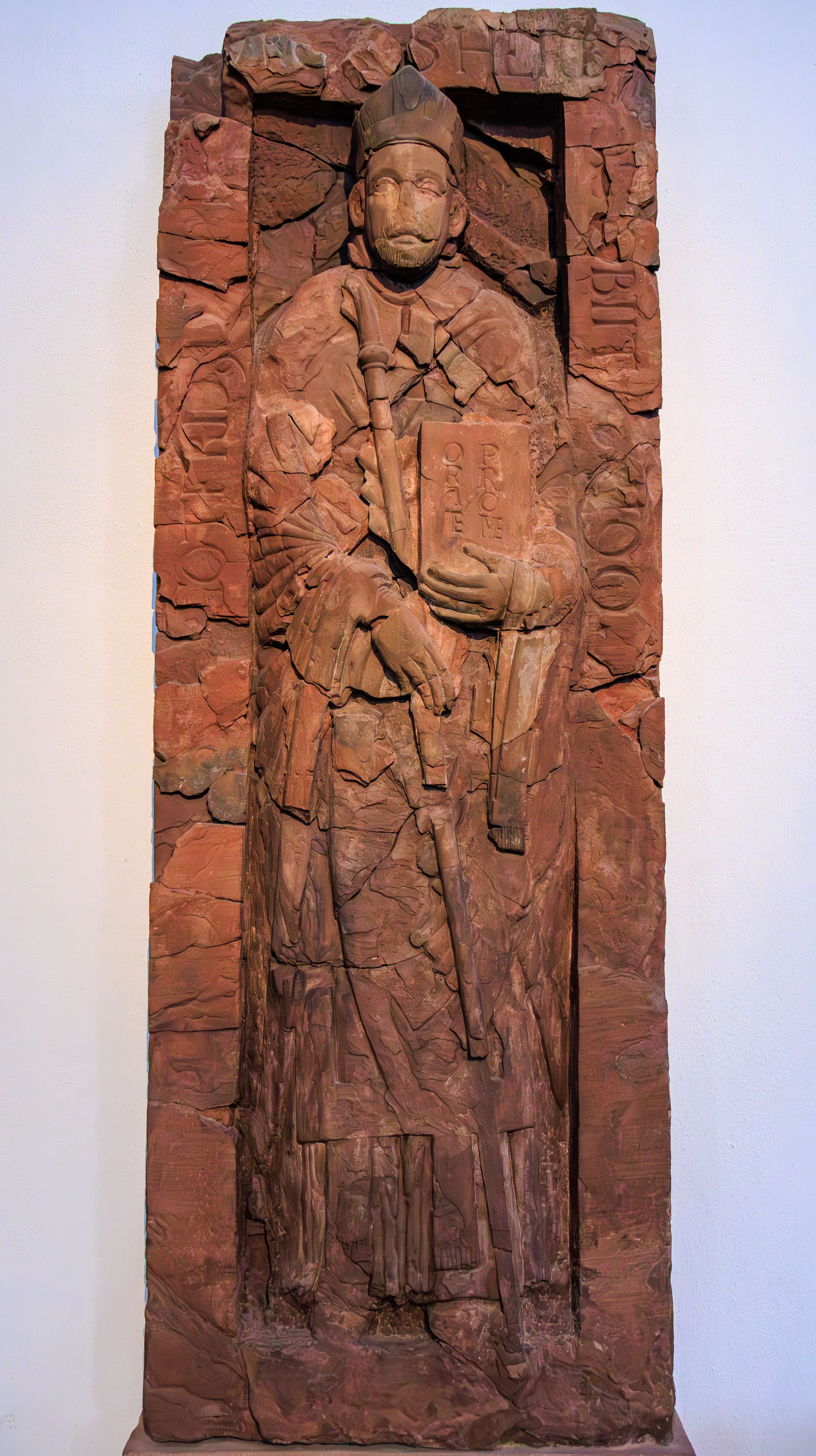
Das Epitaph Gottfrieds ist das älteste noch erhaltene des Würzburger Domes

Gottfried I. von Spitzenberg (lat. Gottfridus I de Pisenberg; * 1132; † 8. Juli 1190 in Antiochia) war enger Vertrauter des Staufenkaisers Friedrich I. (Barbarossa) und Bischof von Regensburg und Würzburg.

## Herkunft
Gottfried I. stammte aus dem Hause Sigmaringen-Spitzenberg. Er war Sohn Rudolfs I. von Sigmaringen und Spitzenberg (erw. 1133 bis 1147) und einer Adelheid. Sein Bruder, Ludwig III. von Sigmaringen und Spitzenberg (erw. 1147 bis 1200), heiratete die Tochter oder Schwester Eberhards des Jüngeren von Helfenstein, der ohne männlichen Nachfolger blieb, und nannte sich von da an Ludwig I. von Helfenstein. Gottfrieds zweiter Bruder war Ulrich (erw. 1174). Die Linie Sigmaringen-Spitzenberg entstand durch die Heirat von Ludwig I. dem Älteren von Sigmaringen (erw. 1083; † vor 1092) und Richinza, der Erbin von Spitzenberg, Tochter Bertholds I. von Zähringen, dem Herzog von Kärnten von 1061 bis 1077 und Markgraf von Verona.

## Werdegang
Gottfried I. studierte Rechtswissenschaften in Bologna und Theologie in Paris. 1172 wurde er Domherr in Würzburg und kaiserlicher Hofkanzler bei Barbarossa. In den darauffolgenden Jahren nahm er am 5. Italienfeldzug gegen die lombardischen Städte teil und war 1177 am Abschluss des Friedens von Venedig maßgeblich beteiligt. 1184–85 übte Gottfried neben dem Kanzleramt auch das Amt des Generallegaten in Italien aus. Am 18. Juni 1185 erfolgte seine Wahl zum Bischof von Regensburg. Im darauffolgenden Jahr starb der Würzburger Bischof Reginhard von Abenberg. Gottfried wurde zum Nachfolger gewählt und schied dadurch aus den kaiserlichen Diensten aus.

## Bischof von Würzburg
1187 gelang es dem muslimischen Sultan Saladin in der Schlacht bei Hattin, das christliche Heer der Kreuzfahrerstaaten in Palästina vernichtend zu schlagen. Abgesandte des Papstes berichteten auf dem Hoftag zu Straßburg über den Verlust Jerusalems und forderten die Rückeroberung der Heiligen Stätten. 1188 wurde auf dem Hoftag Jesu Christi in Mainz – nicht zuletzt durch die zündende Beredsamkeit Gottfrieds – beschlossen, im darauf folgenden Jahr in Regensburg ein Kreuzzugsheer zu sammeln, um das Heilige Land zurückzuerobern. Das Heer, dem sich auch Gottfried anschloss, war über den Balkan gezogen und hatte gegen heftigen Widerstand Kleinasien durchquert, als Kaiser Barbarossa 1190 im Fluss Saleph ertrank. Anschließend, in Antiochia, erkrankten viele der Kreuzfahrer an einer Krankheit; auch Gottfried starb daran.
Vor seinem Tod hatte Gottfried bestimmt, dass seine rechte Hand nach Würzburg gebracht werden solle. So wurde dem Leichnam die Hand abgetrennt und auf die Reise nach Würzburg geschickt. Die Boten wurden vermutlich unterwegs von Räubern überfallen, die in der mitgeführten Kassette wertvolle Gegenstände vermuteten. Die Hand ging jedenfalls unterwegs verloren und so steht heute nur die Grabplatte des Bischofs Gottfried I. im Würzburger Dom. Es ist die älteste erhaltene Grabplatte im Kiliansdom. Der Besucher findet sie am zweiten Pfeiler der nördlichen, in der Ansicht linken Hochschiffwand.